# Америчка Девичанска Острва на Светском првенству у атлетици на отвореном 2023.
Америчка Девичанска Острва су учествовала на 19. Светском првенству у атлетици на отвореном 2023. одржаном у Будимпешти од 19. до 27. августа осамнаести пут. Репрезентацију Америчких Девичанских Острва представљао је један атлетичар који се такмичио у трци на 400 метара са препонама., 
На овом првенству такмичар Америчких Девичанских Острва није освојио ниједну медаљу нити је остварио неки резултат.

## Учесници
Мушкарци: 
- Малик Смит — 400 м препоне

## Резултати

### Мушкарци
| Атлетичар  | Дисциплина    | Лични рекорд | Квалификације | Квалификације | Полуфинале           | Полуфинале           | Финале               | Финале       | Детаљи |
| Атлетичар  | Дисциплина    | Лични рекорд | Резултат      | Место         | Резултат             | Место                | Резултат             | Место        | Детаљи |
| ---------- | ------------- | ------------ | ------------- | ------------- | -------------------- | -------------------- | -------------------- | ------------ | ------ |
| Малик Смит | 400 м препоне | 50,55        | 50,86         | 9. у гр. 3    | Није се квалификовао | Није се квалификовао | Није се квалификовао | 39 / 41 (43) |        |